# Соколов, Альберт Иванович (партийный деятель)
Альберт Иванович Соколов (1928—2001) — советский партийный деятель, председатель Смоленского горисполкома.

## Биография
Альберт Соколов родился 20 августа 1928 года. Рос в посёлке Пржевальское Демидовского района Смоленской области, с пятнадцатилетнего возраста работал в местном колхозе. Позднее окончил Всесоюзный заочный финансово-экономический институт, жил и работал в Смоленске. В 1978 году был избран председателем исполнительного комитета Смоленского городского Совета депутатов трудящихся (Смоленского горисполкома).
После распада СССР руководил Смоленским областным отделением Всероссийского общества инвалидов.
Умер 14 марта 2001 года в Смоленске, похоронен на Братском кладбище.